# Lorenzo Lamas
Lorenzo Lamas (Santa Monica, Califòrnia, 20 de gener de 1958) és un actor, fill dels actors Fernando Lamas i Arlene Dahl.

## Biografia
13 anys, es trasllada amb la seva mare a Nova York. Estudia a l'Admiral Farragut Academy (una escola militar). Lorenzo Lamas projecta aleshores seguir estudis de veterinària a la universitat de Califòrnia. Mentrestant, marxa a veure el seu pare en el rodatge del film The Cheap Detective i allà decideix ser actor. Va estudiar al Tony Barr actors Studio. Amb 19 anys, aconsegueix el paper de Tom Chisum al film Grease. A continuació, seguirà una carrera a la televisió sobretot a la sèrie Falcon Crest on resta nou anys.
Va estudiar a la Tony Barr's Film Actors Workshop i el seu primer paper en TV va ser el 1976, encara que ja havia debutat el 1969 com extra en el western "Cent Rifles". El 1978 va obtenir un paper secundari en la reeixida Grease, donant vida a Tom Chisun, un jugador de futbol americà que intenta lligar, sense èxit, amb Sandy (Olivia Newton-John). Un any més tard, intervé en la sèrie de televisió "California Fever", però no serà fins a 1981 quan participa en la sèrie Falcon Crest interpretant a Lance Cunson, net d'Angela Channing, paper interpretat per l'actriu Jane Wyman. Va ser nominat, el 1984, a pitjor actor en els Golden Raspberry Awards (més coneguts pels Anti-Oscar]) per la pel·lícula "Body Rock".
Ha participat en diverses pel·lícules de poca rellevància com "Impacte Final" (1992), "CIA: nom clau: Alexa" (1992) o "la venjança de Snake Eater" (1992). El 1992, regressa a la televisió amb la sèrie Renegat. La sèrie va tenir molt èxit i es va mantenir en antena durant 5 temporades, fins a 1997. Després, ha col·laborat en altres sèries de televisió que no han tingut tant èxit com "Air America" i "The Immortal". L'any 2003, va ser jurat en el concurs de bellesa "Are you Hot" i un any més tard es va incorporar a la sèrie "Bellesa i poder" que va finalitzar al febrer de 2007.
El 1992, actua a la sèrie televisada El Rebel on els seus coneixements en arts marcials li seran beneficiosos.
Lorenzo Lamas en paral·lel segueix una carrera d'actor, director i productor.
Es pilot privat certificat per les necessitats de la sèrie de televisió Air America. Lorenzo Lamas és titular d'una llicència de vol des de 2001 i és pilot d'helicòpter professional des de 2014.
De 2004 a 2007, va fer el paper d'Hector Ramirez a més de 300 episodis d' Amor, Glòria i Bellesa.
L'any 2009, és l'estrella de la seva pròpia emissió de tele realitat, Leave it to Lamas. Aquesta emissió posa en escena la seva vida i tota la seva família.

## Vida privada
Lorenzo Lamas s'ha casat cinc vegades, amb:
- Victoria Hilbert, de 1981 a 1982,
- Michèle Smith, de 1983 a 1985,
- Kathleen Kinmont, de 1989 a 1993,
- Shauna Sand, del 27 d'abril de 1996 fins al seu divorci el 8 d'octubre de 2002,
- Shawna Craig, des de 2011.

L'actor ha tingut sis fills :
- tres filles amb Shauna Sand, Alexandra (22 de novembre de 1997), Victoria (24 d'abril de 1999) i Isabella (2 de febrer de 2001)
- un noi i una filla amb Michèle Smith,
- una filla, fora de matrimoni, amb l'actriu Daphne Ashbrook.

El novembre de 2009, amb 52 anys, coneix Shawna Craig, de 23 anys, i, el 10 de febrer de 2010, anuncia el prometatge i el seu futur matrimoni.
Gran apassionat de moto, té la seva pròpia companyia anomenada « Lorenzo Motos ».

## Filmografia
Com a actor
- 1969: 100 Rifles: noi ianqui
- 1978: Grease: Tom Chisum
- 1979: Take Down: Nick Kilvitus
- 1979: Tilt: Casey Silverwater
- 1979: California Fever (sèrie de televisió): Rick
- 1980: Detour to Terror (TV): Jamie
- 1980: Secrets of Midland Heights (sèrie de televisió): Burt Carroll
- 1981: Falcon Crest (sèrie de televisió - 227 episodis): Lance Cumson
- 1984: Body Rock: Chilly
- 1989: Snake Eater: Jack Kelly 'Soldier
- 1990: Snake Eater II: The Drug Buster: Soldier Kelly
- 1991: Night of the Warrior: Miles Keane
- 1991: Killing Streets: Charlie Wolff
- 1992: La Carne e il diavolo (TV): Gropius
- 1992: Final Impact: Nick Taylor
- 1992: Snake Eater III: His Law: Jack Kelly / SnakeEater
- 1992 - 1997: El Rebel: Reno Raines/Vincent Black
- 1993: CIA Code Name: Alexa: Mark Graber
- 1993: The Swordsman: Andrew
- 1993: Bounty Tracker: Johnathan Damone
- 1994: Final Round: Tyler Verdiccio
- 1994: CIA II: Target Alexa: Mark Graber
- 1994: Viper: Travis Blackstone
- 1995: Terminal Justice: Sergent Bobby Chase
- 1995: Gladiator Cop: Andrew Garrett
- 1995: Midnight Man: John Kang
- 1996: Mask of Death: Lyle Mason / Detectiu Dan McKenna
- 1997: Black Dawn: Jake Kilkanin
- 1997: The Rabia: Nick Travis
- 1998: Back to Even: Mitch
- 1998: Aire America (sèrie TV): Rio Arnett
- 1998: Invasió America (sèrie TV): Cala Oosha (veu)
- 1999: Undercurrent: Mike Aguayo
- 1999: The Musa: Lorenzo Lamas
- 2000: The Invincible (sèrie TV): Raphael Cain
- 2002: The Circuit 2: The Final Punch (vídeo): Max
- 2003: The Paradise Virus (TV): Paul Johnson
- 2003: Rapid Exchange (vídeo): Ketchum
- 2003: 13 Dead Men: Santos
- 2003: Dark Waters (vídeo): Dane Quatrell
- 2004: Killing Cupid: Shane
- 2004: Thralls: Mr. Jones
- 2004: Motocross Kids: Evan Reed
- 2004: Hope Ranch (TV): Colt Webb
- 2004: Latin Dragon: Frank
- 2004: Deep Evil (TV): Trainor
- 2004: Raptor Island: Hacket
- 2004: Sci-Fighter: Andrew Dean
- 2004: Alien 3000 / Unseen Evil 2 (vídeo): Biggs
- 2005: The Nowhere Man
- 2005: Lethal: Anatoly Federov
- 2006: Succubus: Hell Bent: Instructor de vol
- 2006: Chinaman's Sort: pare Smith
- 2006: Body of Work: James Altman
- 2006: 18 Fingers of Death! (vídeo): Antonio Bandana
- 2006: The Bold and the Beautiful (sèrie TV): Hector Ramírez
- 2007: Succubus: Hell Bent: Instructor de vol
- 2007: Mexican Gold: Cole
- 2008: Chinaman's Sort: Pare Smith
- 2009: Mega Shark vs. Giant Octopus: Alan Baxter
- 2009-2013: Big Time Rush: Dr. Hollywood
- 2013: Evil Dead de Fede Alvarez

Com a director
- 1994: CIA II: Target Alexa